# 真空荧光显示器

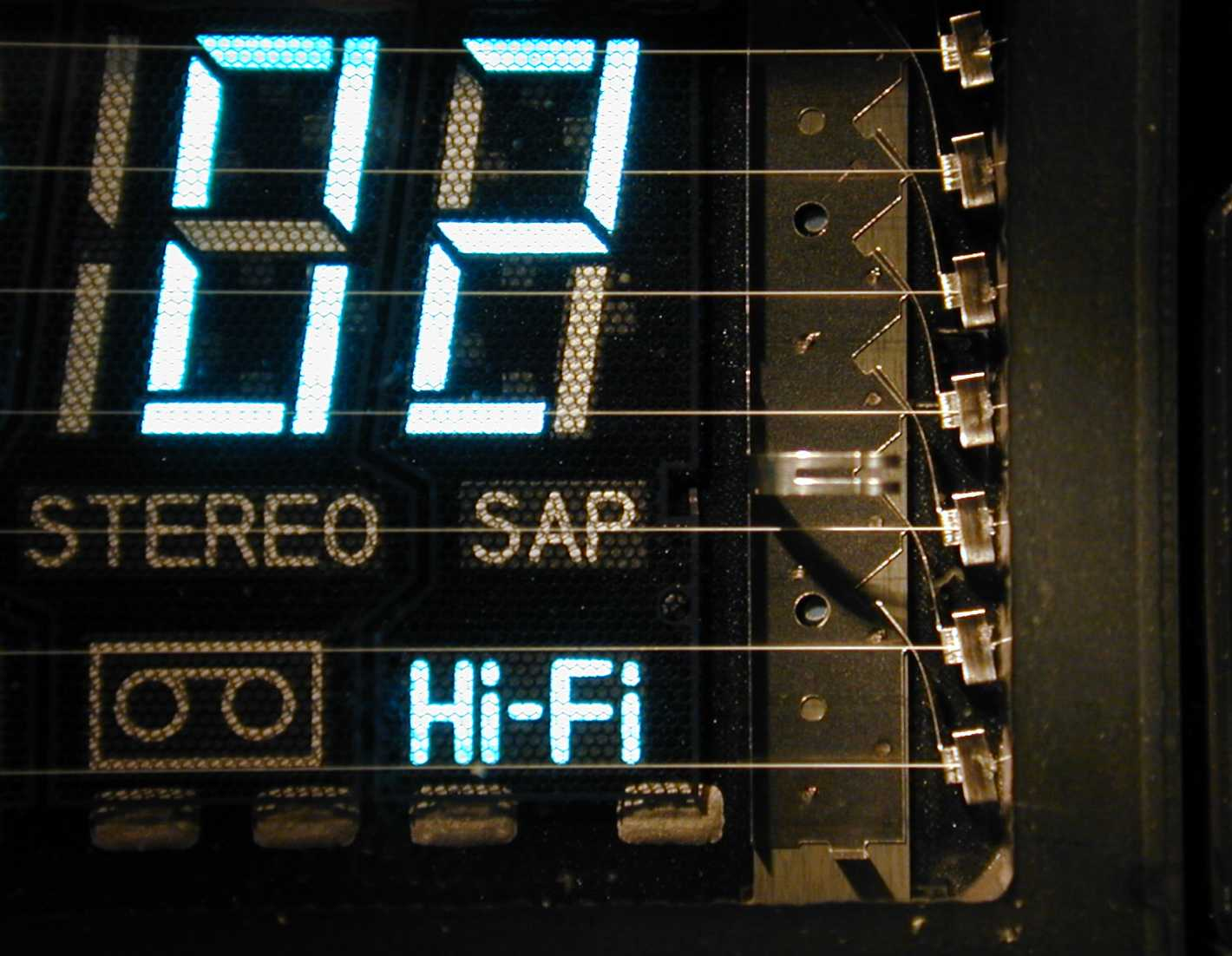
真空荧光显示器放大圖，前方細橫線為陰極，後方格子狀部份為陽極

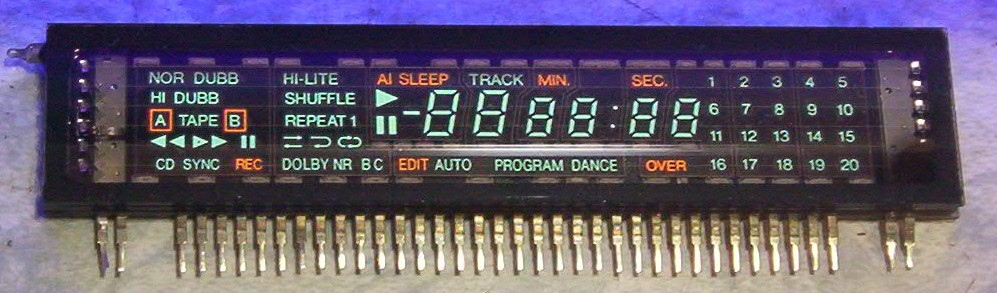
以紫外線燈照射時，所有塗覆螢光粉的數字及標示皆發光

真空荧光显示器,日文称蛍光表示管，英文称VFD（Vacuum Fluorescent Display)，中国大陆也称荧光数码管，是一种自发光显示装置。

## 概要和简史
VFD诞生于1966年的日本，发明人为伊势电子的中村正。最初这种器件被用于早期数字设备，比如计算器，仪表，电子钟和工业显示之类。后来随着成本下降和大规模商业化生产，被广泛用于家电（如录像机，音响），在1980年代左右开始被汽车厂家用作数字化仪表板。以小型显示装置居多，也可制作到中型（比如字板，红绿灯）乃至巨大的商用尺寸（比如索尼的Jumbotron户外显示系统）。进入2000年代后，由于替代品 - 彩色带背光LED和OLED的普及，使用率逐渐减少。

## 技术原理
真空荧光管的基本原理就是电子管的原理：灯丝加热到摄氏600度左右，发出电子由阴极吸收，电子在栅极的吸引下加速射向阳极，轰击阳极上涂覆的荧光粉后发出可见光，因此控制栅极的电压就可以控制显示。真空荧光管在一定程度上类似于阴极射线管，也是封装在抽真空的玻璃之中。但区别在于，VFD发出电子对应只固定靶位，因而不需要偏转。因电子行程很短，阳极也不需要高压。很大程度上，VFD是作为辉光管(Nixie Tube)的替代品出现。VFD比之辉光管，无须高压（后者的阳极电压通常达到170V左右），显示内容和色彩相对灵活，可以一定规模集成（制成多段位的显示面板）而且成本低（无需填充稀有气体）。VFD有分单色和多色版本，前者的成本更低，多数为祖母绿色，可以通过外部的遮罩镀膜改变总体显示颜色。多色的版本在不同段位上使用不同的荧光粉，但一旦成形，颜色是不可控制的。
实际使用中，多段荧光数码管是每个段位对应一个栅极引脚。多位且重复的显示（例如计算器）可以采取共栅极，以扫描（快速轮流导通）的方式工作减少总引脚数目。

## 主要生产厂家
日本是VFD的发明者，也是最主要的供应商。在这类元件的鼎盛时期，全球最主要的供应商有两家，分别是双叶(Futaba)和日本电气(NEC)。日本以外，苏联和中华人民共和国等也掌握VFD的制造技术，VFD生产国的普遍特点是都有制造真空器件的通用经验和设备。

## 主要优点
- 亮度高
- 色域广，颜色鲜活悦目
- 没有可视角度限制
- 可靠性高（耐温性，机械可靠性）
- 寿命长（平均5万小时，长寿品可达10万小时）
- 成本相对低（特别是和早期同时代的液晶显示相比有优势）

## 主要缺点
- 电源比较复杂（需要负电源，一般必须配合定制变压器，增加了实施成本）
- 功耗相对高（不适合电池设备使用。例如，使用VFD的计算器功耗可能比黑白LCD型号高出4-5个数量级）
- 显示内容相对固定而不灵活（多数为段位而非点阵驱动，因此一般是规模客制，不具有通用性）
- 可能产生较强电磁干扰（包括段位间，和对设备其他器件的影响）
- 生产线固定设备投入大

正因这些缺点，VFD在商业上不断被较新的技术取代。

## 老化问题
VFD虽然寿命较长，但也存在老化问题。主要是长时间使用后，发光效率会衰减。很多使用VFD的设备都是事实上常年不断电的，而且配件不通用难于更换，因此老化问题有较大的影响。
长期不使用的VFD有可能会产生阴极中毒的现象，即越不经常使用的段位，反而亮度越差。这种老化可能藉由正常的通电得以“激活”。
通过提高灯丝电压的方法，可提高发射电子的能力从而提高衰减后VFD的整体亮度。但这种方法最直观的缺陷是会让灯丝更热，以至灯丝的本底橘红色显现到显示上，也会缩短组件的整体寿命。